# 2294 Андроников
2294 Андроников (1977 PL1, 1939 KH, 1940 SG, 1944 SA, 1948 QB, 1952 OW, 1954 BC, 1956 ND, 1963 DN, 1965 UH, 1971 BB2, 1973 TX, 2294 Andronikov) — астероїд головного поясу, відкритий 14 серпня 1977 року. Названий на честь І. Л. Андроникова.
Тіссеранів параметр щодо Юпітера — 3,406.